# Counting Hours
Counting Hours ist eine 2015 gegründete Melodic-Death-Doom- und Gothic-Metal-Band.

## Geschichte
Die finnische Band Counting Hours wurde im Jahr 2015 von dem Gitarristen Jarno Salomaa gegründet. Ausschlaggebend nennt Salomaa seinen Ausstieg aus der Band Rapture für welche er bereits Teile weiterer Stücke geschrieben hatte. Diese verfolgten ihn, nach eigenen Angaben, „zu sehr, um sie einfach unbemerkt zu lassen.“ Als Bandmitglieder zog er den Gitarristen Tomi Ullgren, den Sänger Ilpo Paasela, den Schlagzeuger Sameli Köykkä und den Bassisten Markus Forsström hinzu. Damit wurde Counting Hours von aktiven und ehemaligen Mitglieder von Bands wie Shape of Despair, The Chant, Colosseum, Impaled Nazarene und Rapture formiert.
Die Band veröffentlichte im Jahr 2016 ein selbstbetiteltes Demo und im Oktober 2020 ihr Debütalbum The Will über The Vinyl Division. Mit dem Labelbetreiber kooperierte Salomaa bereits zuvor. The Vinyl Division leistete nach Salomaa ausschließlich professionelle Arbeit bei allen Veröffentlichungen „von den Hüllen bis zum Album“ und ermöglichte der Band die Rechte an der Musik beizubehalten. Was Salomaa den wichtigsten Faktor der Entscheidung zur Kooperation nannte. Die internationale  Resonanz auf The Will fiel lobend aus. Es erweise sich als eines der besten Debüts, wenn nicht das beste Debütalbum des Jahres schrieb David E Gehlke für Dead Rhetoric. Auch Luca Pessina von Metal Italia sah Counting Hours mit The Will als verheißungsvolle Newcomer. Als „hervorragend düster und mürrisch“ lobte Steel Druhm von Angry Metal Guy The Will. Trotz einer enge stilistischen Bindung an Katatonia erweise sich die Gruppe als mehr als nur eine Kopie und das Debütalbum „die perfekte Ergänzung zu den ungewöhnlich milden Oktobertagen“ schrieb Alex für Metalreviews. Mit einem analogen Vergleich schloss auch Zach Duvall von Your Last Rites seine Besprechung. Ähnlich zu den Katatonia-Alben Brave Murder Day und Discouraged Ones sei die Musik ideal um in „frühen, nebligen Stunden durch ein Fenster [zu starren], während die Blätter langsam braun werden, zu Boden fallen und sich zersetzen“. The Will sei „ein extrem spätherbstliches Album“, das dazu befähige „die Zeit ganz zu vergessen.“
Im Februar 2024 folgte das Album The Wishing Tomb über Ardua Music. The Wishing Tomb knüpfte am Erfolg des Debüts an. Der Band gelänge es auf dem Album „das hohe Qualitätslevel des Vorgängeralbums sogar noch verbessern“ und mit The Wishing Tomb ein „Highlight im Katalog der Band“ zu präsentieren. Die Band habe „ein wahrhaft mitreißendes Opus erschaffen, das in gekonnter Manier düster-doomige Schwermut, dynamisch-mitreißende Leidenschaftlichkeit und martialisch-intensive Emotionalität miteinander verbindet.“

## Stil
Mit einer Mischung aus zurückhaltendem Melodic Death Doom und als depressiv beschriebenem Gothic Metal und Dark Rock entspricht die Musik von Counting Hours jener von Interpreten wie Katatonia, The Man-Eating Trees und Dawn of Solace. Als weitere Vergleichsgrößen werden October Tide, Paradise Lost frühe Opeth sowie My Dying Bride und Anathema angeführt. Insbesondere Katatonia wird als Vergleich häufig hervorgehoben. Auch Salomaa nimmt Bezug auf die Band als Einfluss, beteuert dabei jedoch auch durch die Phase des Dark Rock, Death Doom und Gothic Metal der 1990er Jahre insgesamt beeinflusst zu sein.
Das Gitarrenspiel von Counting Hours nutzt ein stereotypes Riffing im Stil von Katatonia. Ganze Stücke schlössen sich diesem Eindruck an und „könnten von einem verlorenen Katatonia-Album irgendwo zwischen Discouraged Ones und Tonight’s Decision stammen.“ Dabei sei der Gesang anders angelegt und variiere zwischen von vornehmlichen Klargesang zu Shouting und seltenem Growling oder Screaming. Sich von Katatonia abhebend erscheine auch das synkopische und groovende Spiel der Rhythmusgruppe.

## Diskografie
- 2016: Counting Hours (Demo, The Vinyl Division)
- 2020: The Will (Album, The Vinyl Division)
- 2024: The Wishing Tomb (Album, Ardua Music)